# Akaki (rivière)
Pour les articles homonymes, voir Akaki.
L'akaki est une rivière du centre d'Addis-Abeba, capitale de l'Éthiopie. C'est un affluent de la rivière Awash sur le côté droit.
Le fleuve Akaki est également le plus grand fleuve d’Addis-Abeba, la capitale de l’Éthiopie. Cependant, beaucoup ne le remarquent pas en raison de l'épaisse couverture forestière qui le voile et de sa perte apparente d'intérêt car il est dépourvu de la faune fluviale normale et la flore se limite aux mauvaises herbes en bordure ou aux arbres sur les berges de la rivière.
Deux rivières plus petites rejoignent l'Akaki au niveau du réservoir Aba-Samuel. Ces deux rivières sont le Petit Akaki et le Grand Akaki ; le premier se trouve du côté ouest de l'Akaki et le second à l'est.

## Pollution
La ville d'Addis-Abeba a fait d'Akaki sa déchetterie. Cela met en danger la population rurale vivant en périphérie de la ville puisque l’Akaki est pour elle une source d’eau potable.

## Avifaune
L'Akaki est vital pour de nombreuses espèces d'oiseaux. Les zones humides d'Akaki-Aba-Samuel ont été identifiées par Birdlife International comme une halte cruciale pour les espèces d'oiseaux migrateurs hivernaux. On sait que les zones humides abritent jusqu'à 20 000 oiseaux aquatiques.